# Roberto Mussi
Roberto Mussi (Massa, 25 agosto 1963) è un ex calciatore italiano, di ruolo difensore, vicecampione del mondo con la nazionale italiana nel 1994.

## Carriera

### Giocatore

#### Club

Da sinistra: Mussi al Torino, mentre festeggia con il compagno di squadra Venturin e il presidente Goveani la vittoria della Coppa Italia 1992-1993.

Crebbe nella Massese, con cui divenne titolare in Interregionale a 18 anni. Dopo un secondo campionato in Interregionale conquistò la promozione in Serie C2 quando, all'inizio del suo quarto campionato a Massa, nell'ottobre del 1984 venne acquistato dal Parma. Con i ducali esordì in Serie B nella stagione della retrocessione in Serie C1, quindi, diventato titolare, giocò tutte le partite per due anni di seguito sotto la guida di Arrigo Sacchi di cui divenne allora un pupillo.
L'allenatore di Fusignano lo portò con sé al Milan, dove Mussi esordì in Serie A il 13 settembre 1987, giocando in totale 30 partite in due stagioni, vincendo lo scudetto del 1988 e la Coppa dei Campioni l'anno successivo. Passò quindi al Torino nel 1989, conquistando la promozione in A al primo anno e rimanendo in Piemonte per cinque stagioni. Nel corso della sua esperienza in maglia granata vinse la Coppa Italia 1993, sfiorò una Coppa UEFA ed esordì in Nazionale.
Tornato al Parma dopo i Mondiali, vi rimase fino al 1999, vincendo la Coppa UEFA del 1995 e del 1999 e la Coppa Italia del 1999. In totale ha giocato 250 gare in massima serie.

#### Nazionale
Convocato da Arrigo Sacchi, esordì con la maglia della nazionale il 13 ottobre 1993, all'età di 30 anni, nella partita Italia-Scozia (3-1) valida per le qualificazioni mondiali.
Sebbene Sacchi gli abbia spesso preferito nel suo ruolo il milanista Mauro Tassotti e il parmense Antonio Benarrivo, Mussi fu inserito nella lista dei 22 convocati per il campionato del mondo 1994. Scese in campo nella gara degli ottavi di finale contro la Nigeria, che vide gli Azzurri sotto di una rete per tutta la partita e sul finale offrì l'assist a Roberto Baggio per la rete dell'1-1 che portò l'Italia ai supplementari. Nella finale del 17 luglio 1994 contro il Brasile, persa ai tiri di rigore, fu schierato titolare (unico giocatore della storia del Torino a giocare una finale mondiale) come terzino destro, ma si infortunò dopo 35' e venne sostituito da Luigi Apolloni.
Rimasto ai margini del gruppo durante le successive qualificazioni europee, fu infine convocato per il campionato d'Europa 1996, dove disputò le 3 partite dell'Italia fino alla sua eliminazione al primo turno. Ha totalizzato 11 presenze in nazionale.

### Dopo il ritiro
Dopo una breve esperienza sulla panchina degli Allievi Nazionali del Parma, assume l'incarico di osservatore sempre per la società emiliana. Si ritira nel 2004 nella natìa Massa, dove nei primi anni 2010 è vicepresidente della Massese.

## Statistiche

### Presenze e reti nei club
| Stagione        | Squadra         | Campionato      | Campionato | Campionato | Coppe nazionali | Coppe nazionali | Coppe nazionali | Coppe continentali | Coppe continentali | Coppe continentali | Altre coppe | Altre coppe | Altre coppe | Totale | Totale |
| Stagione        | Squadra         | Comp            | Pres       | Reti       | Comp            | Pres            | Reti            | Comp               | Pres               | Reti               | Comp        | Pres        | Reti        | Pres   | Reti   |
| --------------- | --------------- | --------------- | ---------- | ---------- | --------------- | --------------- | --------------- | ------------------ | ------------------ | ------------------ | ----------- | ----------- | ----------- | ------ | ------ |
| 1981-1982       | Massese         | Int             | 22         | 0          | CI-D            | ?               | ?               | -                  | -                  | -                  | -           | -           | -           | 22+    | 0+     |
| 1982-1983       | Massese         | Int             | 28         | 0          | CI-D            | ?               | ?               | -                  | -                  | -                  | -           | -           | -           | 28+    | 0+     |
| 1983-1984       | Massese         | C2              | 28         | 0          | CI-C            | ?               | ?               | -                  | -                  | -                  | -           | -           | -           | 28+    | 0+     |
| lug.-ott. 1984  | Massese         | C2              | 5          | 0          | CI-C            | ?               | ?               | -                  | -                  | -                  | -           | -           | -           | 5+     | 0+     |
| 1984-1985       | Parma           | B               | 16         | 0          | CI              | 4               | 0               | -                  | -                  | -                  | -           | -           | -           | 20     | 0      |
| 1985-1986       | Parma           | C1              | 34         | 0          | CI+CI-C         | 3+0             | 0               | -                  | -                  | -                  | -           | -           | -           | 34     | 0      |
| 1986-1987       | Parma           | B               | 38         | 0          | CI              | 8               | 0               | -                  | -                  | -                  | -           | -           | -           | 46     | 0      |
| 1987-1988       | Milan           | A               | 11         | 0          | CI              | 4               | 0               | CU                 | 3                  | 0                  | -           | -           | -           | 18     | 0      |
| 1988-1989       | Milan           | A               | 19         | 0          | CI              | 6               | 0               | CC                 | 3                  | 0                  | SI          | 1           | 0           | 29     | 0      |
| Totale Milan    | Totale Milan    | Totale Milan    | 30         | 0          |                 | 10              | 0               |                    | 6                  | 0                  |             | 1           | 0           | 47     | 0      |
| 1989-1990       | Torino          | B               | 34         | 2          | CI              | 1               | 0               | -                  | -                  | -                  | -           | -           | -           | 35     | 2      |
| 1990-1991       | Torino          | A               | 18         | 0          | CI              | 5               | 0               | CM                 | 1                  | 0                  | -           | -           | -           | 24     | 0      |
| 1991-1992       | Torino          | A               | 25         | 1          | CI              | 5               | 0               | CU                 | 10                 | 0                  | -           | -           | -           | 36     | 1      |
| 1992-1993       | Torino          | A               | 29         | 2          | CI              | 9               | 0               | CU                 | 4                  | 0                  | -           | -           | -           | 42     | 2      |
| 1993-1994       | Torino          | A               | 23         | 0          | CI              | 4               | 0               | CdC                | 4                  | 0                  | SI          | 1           | 0           | 32     | 0      |
| Totale Torino   | Totale Torino   | Totale Torino   | 127        | 5          |                 | 24              | 0               |                    | 19                 | 0                  |             | 1           | 0           | 167    | 5      |
| 1994-1995       | Parma           | A               | 28         | 0          | CI              | 8               | 0               | CU                 | 7                  | 0                  | -           | -           | -           | 43     | 0      |
| 1995-1996       | Parma           | A               | 32         | 2          | CI              | 1               | 0               | CdC                | 5                  | 0                  | SI          | 1           | 0           | 39     | 2      |
| 1996-1997       | Parma           | A               | 28         | 0          | CI              | 1               | 0               | CU                 | 2                  | 0                  | -           | -           | -           | 31     | 0      |
| 1997-1998       | Parma           | A               | 20         | 0          | CI              | 6               | 0               | UCL                | 5                  | 0                  | -           | -           | -           | 31     | 0      |
| 1998-1999       | Parma           | A               | 17         | 0          | CI              | 8               | 0               | CU                 | 6                  | 0                  | -           | -           | -           | 31     | 0      |
| Totale Parma    | Totale Parma    | Totale Parma    | 213        | 2          |                 | 39              | 0               |                    | 25                 | 0                  |             | 1           | 0           | 277    | 2      |
| 2009-2010       | Massese         | Ecc.            | ?          | ?          | -               | -               | -               | -                  | -                  | -                  | -           | -           | -           | ?      | ?      |
| Totale Massese  | Totale Massese  | Totale Massese  | 83+        | 0+         |                 | 0+              | 0+              |                    | -                  | -                  |             | -           | -           | 83+    | 0+     |
| Totale carriera | Totale carriera | Totale carriera | 453+       | 7+         |                 | 73+             | 0+              |                    | 50                 | 0                  |             | 3           | 0           | 579+   | 7+     |

### Cronologia presenze e reti in nazionale
| Cronologia completa delle presenze e delle reti in nazionale ― Italia | Cronologia completa delle presenze e delle reti in nazionale ― Italia | Cronologia completa delle presenze e delle reti in nazionale ― Italia | Cronologia completa delle presenze e delle reti in nazionale ― Italia | Cronologia completa delle presenze e delle reti in nazionale ― Italia | Cronologia completa delle presenze e delle reti in nazionale ― Italia | Cronologia completa delle presenze e delle reti in nazionale ― Italia | Cronologia completa delle presenze e delle reti in nazionale ― Italia |
| Data                                                                  | Città                                                                 | In casa                                                               | Risultato                                                             | Ospiti                                                                | Competizione                                                          | Reti                                                                  | Note                                                                  |
| --------------------------------------------------------------------- | --------------------------------------------------------------------- | --------------------------------------------------------------------- | --------------------------------------------------------------------- | --------------------------------------------------------------------- | --------------------------------------------------------------------- | --------------------------------------------------------------------- | --------------------------------------------------------------------- |
| 13-10-1993                                                            | Roma                                                                  | Italia                                                                | 3 – 1                                                                 | Scozia                                                                | Qual. Mondiali 1994                                                   | -                                                                     | 68’                                                                   |
| 3-6-1994                                                              | Roma                                                                  | Italia                                                                | 1 – 0                                                                 | Svizzera                                                              | Amichevole                                                            | -                                                                     | 46’                                                                   |
| 5-7-1994                                                              | Boston                                                                | Nigeria                                                               | 1 – 2 dts                                                             | Italia                                                                | Mondiali 1994 - Ottavi di finale                                      | -                                                                     |                                                                       |
| 13-7-1994                                                             | New York                                                              | Italia                                                                | 2 – 1                                                                 | Bulgaria                                                              | Mondiali 1994 - Semifinale                                            | -                                                                     |                                                                       |
| 17-7-1994                                                             | Los Angeles                                                           | Brasile                                                               | 0 – 0 dts (3 – 2 dtr)                                                 | Italia                                                                | Mondiali 1994 - Finale                                                | -                                                                     | 34’                                                                   |
| 7-9-1994                                                              | Maribor                                                               | Slovenia                                                              | 1 – 1                                                                 | Italia                                                                | Qual. Euro 1996                                                       | -                                                                     |                                                                       |
| 15-11-1995                                                            | Reggio Emilia                                                         | Italia                                                                | 4 – 0                                                                 | Lituania                                                              | Qual. Euro 1996                                                       | -                                                                     |                                                                       |
| 29-5-1996                                                             | Cremona                                                               | Italia                                                                | 2 – 2                                                                 | Belgio                                                                | Amichevole                                                            | -                                                                     |                                                                       |
| 11-6-1996                                                             | Liverpool                                                             | Russia                                                                | 1 – 2                                                                 | Italia                                                                | Euro 1996 - 1º turno                                                  | -                                                                     |                                                                       |
| 14-6-1996                                                             | Liverpool                                                             | Rep. Ceca                                                             | 2 – 1                                                                 | Italia                                                                | Euro 1996 - 1º turno                                                  | -                                                                     |                                                                       |
| 19-6-1996                                                             | Manchester                                                            | Germania                                                              | 0 – 0                                                                 | Italia                                                                | Euro 1996 - 1º turno                                                  | -                                                                     |                                                                       |
| Totale                                                                |                                                                       | Presenze                                                              | 11                                                                    |                                                                       | Reti                                                                  | 0                                                                     |                                                                       |

## Palmarès

### Giocatore

#### Club

##### Competizioni nazionali
- Campionato italiano: 1

Milan: 1987-1988
- Supercoppa italiana: 1

Milan: 1988
- Campionato italiano di Serie B: 1

Torino: 1989-1990
- Coppa Italia: 2

Torino: 1992-1993
Parma: 1998-1999

##### Competizioni internazionali
- Coppa dei Campioni: 1

Milan: 1988-1989
- Coppa Mitropa: 1

Torino: 1991
- Coppa UEFA: 2

Parma: 1994-1995, 1998-1999